# Småtjärnarna (Edefors socken, Norrbotten, 734366-174348)
Småtjärnarna är en sjö i Bodens kommun i Norrbotten och ingår i Luleälvens huvudavrinningsområde.